# توم تايلور (لاعب كريكت ويلزي)
توم تايلور (بالإنجليزية: Tom Taylor)‏ (7 يوليو 1911 في المملكة المتحدة - 20 يوليو 1970 في المملكة المتحدة) هو لاعب كريكت بريطاني. لعب مع نادي مقاطعة غلاموركن للكريكت ‏.

## وصلات خارجية
- توم تايلور على موقع إي آس بي آن كريك إنفو (الإنجليزية)